# Gabriel Wikström
Per Johan Gabriel Wikström (Skinnskatteberg, 21 febbraio 1985) è un politico svedese, ministro della Salute e dello Sport nel governo Löfven I.

## Biografia
Nato a Skinnskatteberg, Wikström cominciò la sua carriera politica nella sezione giovanile del Partito Socialdemocratico dei Lavoratori di Svezia, divenendone presidente nel 2011.
Nel 2014 il primo ministro Stefan Löfven scelse Wikström come ministro della Salute e dello Sport all'interno del suo esecutivo. La giovane età del ministro e il suo aspetto fisico suscitarono un bizzarro interesse da parte dei media internazionali, tanto che una sua foto su Twitter gli diede un'estrema popolarità in Turchia.